# FAUR L30H
Die Lokomotiven der Baureihe L30H des rumänischen Fahrzeug- und Maschinenherstellers FAUR sind dreiachsige Schmalspur-Diesellokomotiven für die Spurweiten 600, 750, 785 und 1000 mm. Sie wurde an verschiedene polnische Unternehmen geliefert, bei den PKP tragen diese Lokomotiven die Baureihenbezeichnung Lyd2.

## Geschichte
Die Lokomotiven wurden von 1977 bis 1982 durch die Lokomotivfabrik 23. August (heute FAUR) in Rumänien hergestellt; die Typenbezeichnung lautet L30H. Insgesamt wurden etwa 40 Lokomotiven dieser Baureihe beschafft, wovon nur ein Teil direkt an die PKP ging. Etwa zehn Maschinen wurden an Zuckerfabriken geliefert, acht weitere Lokomotiven gehörten zur staatlichen Forstverwaltung, wo sie als LP klassifiziert waren. Einige dieser Maschinen wurden später von den PKP übernommen.

## Lokomotiven außerhalb Polens
Zwei Lokomotiven mit 600 mm Spurweite wurden 1994 von der Döllnitzbahn gekauft. Sie wurden als Lok 33 und 34 bezeichnet und auf 750 mm umgespurt. Die Lok 34 erhielt das Farbschema der Westfälischen Almetalbahn. Der Einsatz erfolgte vor Schülerzügen zwischen Oschatz und Mügeln. Beide Loks sind derzeit schadhaft abgestellt, die Lokomotive 33 wurde 2009 an die Sächsisch-Oberlausitzer Eisenbahngesellschaft abgegeben, die bereits eine baugleiche Lok mit der Nummer 199 013 auf der Zittauer Schmalspurbahn einsetzt.
Drei Lokomotiven für 600 mm Spurweite sind im Besitz der Welsh Highland Railway (Porthmadog), davon sind zwei derzeit betriebsbereit.
Drei 750-mm-Lokomotiven, die von der Zuckerfabrik Dobre stammen, gelangten 2002 auf die Insel St. Kitts in der Karibik, wo sie von der St. Kitts Scenic Railway, einer zur Touristenattraktion umgebauten ehemaligen Zuckerrohrbahn, eingesetzt werden. Zuvor wurden sie grundüberholt und auf 760 mm umgespurt. Weltweit einmalig bei Schmalspurbahnen sind die doppelstöckigen Personenwagen mit offenem Oberdeck.

## Technische Merkmale
Die Lokomotiven sind mit einem geschweißten Außenrahmen versehen. Die Kopfstücke tragen die jeweils streckennetztypischen Kupplungen, in der Regel Ausgleichskupplungen. Der Antrieb erfolgt über eine Blindwelle und Kuppelstangen mit aufgesetzten Kurbeln. Der unter Lizenz von Maybach gebaute Dieselmotor hat einen Hubraum von 29,6 l und eine Leistung von 257 kW (350 PS).